# Joven de la pobla
«Joven de la Pobla» es un sencillo y la canción n.º 14 del álbum Decisión del grupo de hip hop chileno Tiro de Gracia, publicada el 1999. 
La canción habla sobre las personas (específicamente jóvenes) que viven en poblaciones, discriminadas por ser de la clase baja y llamados varias veces delincuentes, por vivir entre ellos. Es la canción más conocida de este álbum y una de las más populares del grupo, incluida en su álbum de grandes éxitos Impacto Certero.
El tema hace alusión a la realidad que les tocó vivir a Juan Sativo, Lenwa Dura y Zaturno, ya que vivieron en sectores poblacionales hasta su lanzamiento al éxito en 1997 con su álbum debut Ser humano!!.
Tiene una similitud con el tema del grupo de dancehall/hip hop Shamanes Crew "Niños de Barrio", de su álbum del mismo nombre.
En la canción "Combinación" del nuevo grupo y álbum de Lenwa Dura (junto a Say y Anubiz) llamado 3 Mijos, Say nombra en su estrofa la influencia que recibió de Tiro de Gracia y Lenwa Dura, nombrando específicamente recuerdos cuando escuchaba este tema.